# Edgar William Rogers
Edgar William Rogers, britanski general, * 1892, † 1973.